# Karin Schubert (actrice)
Pour les articles homonymes, voir Schubert (homonymie) et Karin Schubert.
Karin Schubert, née le 26 novembre 1944 à Hambourg, est une actrice allemande qui débute au cinéma à la fin des années 1960 avant de se spécialiser dans l'érotisme et de terminer sa carrière dans le cinéma pornographique entre 1985 et 1994. En France, elle est principalement connue pour avoir tenu le rôle de la reine d'Espagne dans La Folie des grandeurs de Gérard Oury.

## Biographie

### De l'Allemagne à l'Italie
Après avoir obtenu son diplôme de secrétaire d'administration, Karin Schubert s'oriente vers le mannequinat. Elle pose pour divers magazines et tourne des spots publicitaires, représentant notamment les bières Peroni. Elle épouse un représentant de la marque Opel avec qui elle a un fils. Courtisée par le cinéma, elle s'installe en Italie.

### Un château en Espagne
Au cours des premières années de sa carrière, Karin Schubert se partage entre l'Italie et l'Allemagne, apparaissant le plus souvent dans des rôles secondaires sexy. Elle devient une figure récurrente de la comédie érotique à l'italienne qui connaît des heures florissantes. Elle tourne sous la direction de spécialistes du genre comme Marco Vicario (Un prêtre à marier, 1970), Mariano Laurenti (Satiricosissimo, 1970) et Brunello Rondi (Racconti proibiti... di niente vestiti, 1971). On la voit aussi avec le duo comique Franco et Ciccio dans I due maghi del pallone. Mais c'est à Compañeros, un western spaghetti de Sergio Corbucci, que l'actrice doit son premier succès critique.
Gérard Oury lui offre ensuite l'occasion de donner la réplique à Louis de Funès, Yves Montand et Alice Sapritch dans La Folie des grandeurs (1971). Le triomphe du film paraît devoir lui ouvrir les portes d'une carrière internationale. L'année suivante, elle tient avec Raquel Welch, Virna Lisi, Nathalie Delon, Marilù Tolo, Agostina Belli et Sybil Danning, le rôle de femme de Barbe-Bleue, donnant la réplique à Richard Burton dans le film homonyme d'Edward Dmytryk. En 1972 toujours, on la voit dans le très sérieux L'Attentat d'Yves Boisset.
Malgré son nouveau statut, Karin Schubert ne délaisse pas pour autant l'érotisme et retrouve Mariano Laurenti, qui fait d'elle la co-vedette avec Edwige Fenech de Fais vite, monseigneur revient ! (1972). Le grand Luigi Comencini la dirige aux côtés de Laura Antonelli dans Mon Dieu, comment suis-je tombée si bas ? (1974). Dans un registre plus grave, elle joue le rôle principal de La Punition (1973), une production franco-italienne coécrite par Richard Bohringer. Elle retrouve aussi l'Ouest américain dans Les rangers défient les karatékas (1973) avec George Eastman, une adaptation très libre du classique de la littérature Les Trois Mousquetaires.
À partir du milieu des années 1970, l'actrice qui semble avoir manqué une occasion de réorienter sa carrière, va se consacrer à un cinéma d'exploitation sans grande ambition artistique. On la voit dans le sulfureux Il pavone nero (it) puis partageant l'affiche avec Laura Gemser dans Black Emanuelle en Afrique (1975) et dans Black Emanuelle autour du monde (1977). Le cinéma italien entre en crise et tout le cinéma de genre européen doit, pour survivre, se lancer dans une surenchère de violence et de sexe. Les tournages s'espacent pour l'actrice qui travaille alors aussi bien en Grèce qu'en Espagne ou en Allemagne. Elle collabore pour la quatrième fois avec Mariano Laurenti (L'Infirmière du régiment, 1979) et tourne pour les français Jean-Marie Pallardy (Une femme spéciale, 1979), Claude Mulot (La Vénus noire, 1983) et Pierre Chevalier (Commando Panther, 1984). En 1984, elle interprète une mère confrontée à la dérive de sa fille dans À seize ans dans l'enfer d'Amsterdam.

### Films pornographiques
Au début des années 1980, Karin Schubert, moins demandée, se réfugie en Espagne. L'actrice, divorcée, doit faire face à la violence de son fils toxicomane et doit impérativement trouver de l'argent pour le soigner,,. Elle est contrainte d'accepter l'offre d'un magazine italien qui lui propose de poser pour des photos pornographiques. Elle apparaît dans les revues comme Men et Le Ore, souvent aux côtés de Paola Senatore, une autre icône déchue du cinéma sexy italien. Elle passe ensuite tout naturellement du papier à la pellicule. En 1985, à 40 ans, elle accepte de se lancer dans le cinéma pornographique et tourne un premier film hardcore intitulé Morbosamente vostra. De fait, elle obtient un contrat annuel de 180 000 Deutsche Mark,. Les dernières années de sa carrière se déroulent exclusivement dans le domaine du cinéma X, principalement en Italie mais aussi en Allemagne. Elle tourne une vingtaine de films partageant l'écran avec Marina Hedman, Jean-Pierre Armand, Roberto Malone, Rocco Siffredi et John Holmes,. Elle se produit aussi sur scène aux côtés d'Ilona Staller et de Moana Pozzi avant de quitter les plateaux en 1994. Elle travaillera par la suite pour un service de téléphone rose,.
En 1994, elle explique dans une interview au Corriere della Sera qu'elle a accepté de tourner des films pornographiques pour pouvoir venir financièrement en aide à son fils toxicomane. En octobre de la même année, elle révèle dans l'émission télévisée Il Fatto de Enzo Biagi avoir subi des violences sexuelles de la part de son père alors qu'elle était âgée de onze ans,. Le 1er septembre 1994, elle fait une première tentative de suicide en absorbant des barbituriques et une demi-bouteille de vodka,.
Consciente d'avoir été exploitée, l'actrice explique son geste par ces mots : « Je n'ai ni famille, ni amis, ni argent, ni avenir. J'ai voulu mourir parce que j'ai tout raté. Pour les gens, je suis une putain ». Elle essaie de se donner la mort pour la troisième fois le 20 mai 1996 en respirant des gaz d'échappement, puis est internée en hôpital psychiatrique.
Karin Schubert a longtemps vécu à Manziana, entre Rome et Viterbe, en compagnie de ses nombreux chiens dont elle était inséparable.
En 2015, une biographie romancée raconte l'ensemble de sa vie et de sa carrière : Pornification de Jean-Luc Marret.

## Filmographie

### Télévision
- 1968 : Schrott, téléfilm de Jürgen Roland : une prostituée
- 1971 : Un'estate, un inverno, mini-série de Mario Caiano

### Cinéma

#### Films classiques et érotiques
- 1966 : I krouaziera tou tromou de Christos Kefalas
- 1967 : La facocera d'Amasi Damiani
- 1968 : Moi, je t'aime (Io ti amo) d'Antonio Margheriti
- 1968 : Le Médecin de Hambourg (Der Arzt von St. Pauli) de Rolf Olsen
- 1968 : Du - Zwischenzeichen der Sexualität, documentaire de Gerhard Zenkel
- 1969 : Mais ne reste donc pas pucelle (de) (Willst du ewig Jungfrau bleiben ?) de Hubert Frank
- 1970 : Satiricosissimo de Mariano Laurenti
- 1970 : Pussycat, Pussycat, I Love You (en) de Rod Amateau : (non créditée)
- 1970 : Vierges pour Satana (Una spada per Brando) d'Alfio Caltabiano
- 1970 : Un prêtre à marier (Il prete sposato) de Marco Vicario : la blonde à vélo
- 1970 : I due maghi del pallone de Mariano Laurenti : Gretel
- 1970 : Compañeros (Vamos a matar, compañeros) de Sergio Corbucci : Zaira
- 1971 : Scusi, ma lei le paga le tasse? (it) de Mino Guerrini : Fabrizia
- 1971 : Gli occhi freddi della paura d'Enzo G. Castellari : La strip-teaseuse dans la boîte de nuit
- 1971 : Ore di terrore de Guido Leoni : Vera
- 1971 : La Folie des grandeurs de Gérard Oury : Marie-Anne de Neubourg, reine d'Espagne
- 1971 : Racconti proibiti... di niente vestiti de Brunello Rondi :
- 1972 : Barbe-Bleue (Bluebeard) d'Edward Dmytryk : Greta
- 1972 : L'Attentat d'Yves Boisset : Sabine
- 1972 : Fais vite, monseigneur revient ! (Quel gran pezzo dell'Ubalda tutta nuda e tutta calda) de Mariano Laurenti : Fiamma
- 1973 : La Punition de Pierre-Alain Jolivet : Britt
- 1973 : Les Rangers défient les karatékas (Tutti per uno... botte per tutti) de Bruno Corbucci
- 1974 : L'ammazzatina d'Ignazio Dolce
- 1974 : Le Baiser d'une morte (Il bacio di una morta) de Carlo Infascelli : Yvonne Rigaud
- 1974 : Mon Dieu, comment suis-je tombée si bas ? (Mio Dio, come sono caduta in basso!) de Luigi Comencini : Evelyn
- 1974 : Un poing... c'est tout ! (Questa volta ti faccio ricco!) de Gianfranco Parolini : Joyce O'Hara
- 1974 : La casa della paura de William Rose : Maria
- 1974 : Valse à trois de Fernand Rivard : Claire
- 1975 : Le Châtiment (Lo sgarbo) de Marino Girolami : Marisa, l'amante de Don Mimi
- 1975 : Chaleurs sexuelles (it) (Il pavone nero) d'Osvaldo Civirani : Laura
- 1975 : L'Homme qui défia l'Organisation (L'uomo che sfidò l'organizzazione) de Sergio Grieco : Maggie
- 1975 : Black Emanuelle en Afrique (Emanuelle nera) de Bitto Albertini : Ann Danieli
- 1976 : La muerte ronda a Mónica de Tito Fernández : Elena
- 1976 : Frittata all'italiana (it) d'Alfonso Brescia
- 1976 : Cuando los maridos se iban a la guerra de Tito Fernández : Beatriz
- 1976 : La dottoressa sotto il lenzuolo (it) de Gianni Martucci
- 1977 : Black Emanuelle autour du monde (Emanuelle - perché violenza alle donne?) de Joe D'Amato : Cora Norman
- 1978 : Missile X - Geheimauftrag Neutronenbombe de Leslie H. Martinson : Galina
- 1978 : Krouaziera tou tromou de Christos Kefalas : Vera
- 1979 : Une femme spéciale de Jean-Marie Pallardy : Yasmine
- 1979 : L'Infirmière du régiment (L'infermiera nella corsia dei militari) de Mariano Laurenti : Eva
- 1979 : Lo scoiattolo de Guido Zurli : Zora
- 1983 : Invierno en Marbella de José Luis Madrid : Laura
- 1983 : La Vénus noire (Black Venus) de Claude Mulot : Marie
- 1984 : Commando Panther (Panther Squad) de Pierre Chevalier : Barbara
- 1984 : Christina y la reconversión sexual (es) de Francisco Lara Polop : Rosa
- 1984 : À seize ans dans l'enfer d'Amsterdam (Hanna D. - La ragazza del Vondel Park) de Rino Di Silvestro : mère d'Hanna

#### Films pornographiques
- 1985 : Cora bourgeoise ou putain (it) (Morbosamente vostra) d'Andrea Bianchi : Cora
- 1986 : Karin l'ingorda de Giorgio Grand et Paolo Test
- 1986 : Ricordi di notte de Paolo Di Tosto
- 1987 : Poker di donne (it) d' Antonio D'Agostino : Paola (comme Karin Shubert)
- 1987 : Il vizio nel ventre (it) d' Antonio D'Agostino
- 1987 : Osceno (it) d' Antonio D'Agostino
- 1987 : Born for Love 1 de Sascha Alexander : Yvonne Dupont
- 1987 : Born for Love 2 de Sascha Alexander : Yvonne Dupont
- 1987 : The Devil in Mr. Holmes (it) (Supermaschio per mogli viziose) de Giorgio Grand (comme Karin Shubert)
- 1987 : Orgia libera de Paolo Di Tosto
- 1987 : Altri desideri di Karin (Blonde Exzesse) de Paolo Di Tosto : Karin (comme Karin Shubert)
- 1987 : Karin moglie vogliosa (it) de Giorgio Grand : Karin
- 1988 : Karin e Barbara, le supersexystar de Giorgio Grand : Karin (comme Karin Shubert)
- 1989 : Mafia Connection de Dino Baumberger
- 1989 : La Parisienne de Dino Baumberger
- 1989 : Eravamo così de John Mills
- 1990 : Wiener Glut 1 (Schubertgasse-Sex) de Simon B. Jones
- 1990 : Wiener Glut 2 de Simon B. Jones
- 1990 : Wiener Glut 3 de Simon B. Jones
- 1990 : Stone Clan teil 1 de Dino Baumberger
- 1990 : Stone Clan teil 2 de Dino Baumberger
- 1993 : Una Zia, Due Nipotine... 30 cm di Cameriere (Maurizia) de Franco Lo Cascio
- 1993 : Le Tre porcelline (Babette aime ses quequettes) de Franco Lo Cascio : la tante
- 1993 : Le avventure erotix di Cappuccetto Rosso de Franco Lo Cascio : la nonne
- 1994 : Divisione di colpi (Giada Supertrans) d' Alessandro Perrella (vidéo)

#### Images d'archives
- Marina la ninfomane de Richard Bennet
- Karin Schubert's Ultimate Pleasures (compilation vidéo)
- 1999 : Joe D'Amato Totally Uncut de Roger A. Fratter

## Photographie
| Presse généraliste et cinématographique - High Society (Allemagne), octobre 1982 - High Society (Allemagne), août 1983 - Wochenend (Allemagne), 1er janvier 1969 (couverture) - Wochenend (Allemagne), 26 février 1969 (couverture) - Wochenend (Allemagne), 12 mars 1969 (couverture) - Wochenend (Allemagne), 7 mai 1969 (couverture) - Wochenend (Allemagne), 11 juin 1969 (couverture) - Wochenend (Allemagne), 2 juillet 1969 (couverture) - Wochenend (Allemagne), 11 février 1970 (couverture) - Wochenend (Allemagne), 25 février 1970 (couverture) - Wochenend (Allemagne), 21 octobre 1970 (couverture) - Ciné Revue (Belgique), 11 mai 1972 (couverture) - Parade (Royaume-Uni), 3 juin 1972 (couverture) - La Nacion (Argentine), 10 décembre 1972 (couverture) - Pop (Italie), 1er janvier 1973 (couverture) - Gallery (États-unis), janvier 1973, How To Cope With A Funny Looking Beard And Sevn Bitchy Wives par Giani Bozzacchi - New Cinema (Italie), mars 1973 (couverture) - Tempo (Italie), 23 décembre 1973 (couverture) - Neue Revue (Allemagne), 24 juin 1974 (couverture) - Epoca (Italie), 7 septembre 1974 (couverture) - Cinema X (Royaume-Uni), no 8, 1976 (couverture) - Ciné Revue (Belgique), 16 mars 1978 - Ciné Revue (Belgique), 22 juin 1978 (couverture) - Cinfilm (Italie), janvier 1988 Morbosamente Vostra (couverture) - B Cult (Italie), 1er avril 2007 (couverture) Magazines de charme - Private (Suède), no 13, 1969, Karin & Regina par Milton - Sexy (Allemagne), no 26, 28 juin 1970 Paolo ist verrückt nach mir, Sexy ahoi! - Playmen (Italie), octobre 1970 Karin par Roberto Rocchi - Playmen (Italie), novembre 1970 (couverture) - Sexy (Allemagne), no 4, 23 janvier 1971 Sexy Traumgirl der Woche - Lui (France), Octobre 1972, no 105, Karin Schubert par Frank Gitty - Playmen (Italie), mars 1975 Due Dannesi per Don Mimi par Franco Bellomo - Playmen (Italie), juillet 1976 (couverture) - Playboy (Italie), mars 1978, Karin e le quattro pantere par Angelo Frontoni - Celebrity Sleuth (États-unis) no 3, 1994 Shah-Nanigans : Karin Schubert | Revues pornographiques - Men (Italie), no 6, 6 février 1984 (couverture) - Le Ore (Italie), no 855, 15 février 1984 (couverture) - Men (Italie), no 9, 27 février 1984 (couverture) - Men (Italie), no 10, 5 mars 1984 (couverture) - Le Ore (Italie), no 858, 7 mars 1984 (couverture) - Le Ore (Italie), no 860, 21 mars 1984 (couverture) - Men (Italie), no 15, 9 avril 1984 (couverture) - Men (Italie), no 29, 16 juillet 1984 (couverture) - Men (Italie), no 52, 24 décembre 1984 (couverture) - Le Ore (Italie), no 915, 10 avril 1985 (couverture avec Paola Senatore) - Men (Italie), no 15, 15 avril 1985 (couverture avec Paola Senatore) - Le Ore (Italie), no 916, 17 avril 1985 (couverture avec Paola Senatore) - Men (Italie), no 16, 22 avril 1985 (couverture avec Paola Senatore) - Men (Italie), no 17, 29 avril 1985 (couverture avec Paola Senatore) - Men (Italie), no 18, 6 mai 1985 (couverture avec Paola Senatore) - Men (Italie), no 19, 13 mai 1985 (couverture avec Paola Senatore) - Le Ore (Italie), no 919, 8 mai 1985 (couverture avec Paola Senatore) - Le Ore (Italie), no 920, 15 mai 1985 (couverture avec Paola Senatore) - Mese Le Ore (Italie), no 127 Mai 1985 (couverture avec Paola Senatore) - Super Men (Italie), no 5 1985 (couverture avec Paola Senatore) - Men (Italie), no 22, 3 juin 1985 (couverture) - Le Ore (Italie), no 923, 5 juin 1985 (couverture) - Men (Italie), no 24, 17 juin 1985 (couverture) - Men (Italie), no 7, 16 février 1987 (couverture) - Men (Italie), no 8, 23 février 1987 (couverture) - Men (Italie), no 9, 2 mars 1987 (couverture) |